# Come te movi, te fulmino!
Come te movi, te fulmino! è un film del 1958 diretto da Mario Mattoli, tratto dalla commedia musicale "Un paio d'ali" di Garinei e Giovannini.

## Trama
Renato Tuzzi, maestro elementare, è un uomo timido e schivo, incapace di farsi rispettare dai ragazzini turbolenti che compongono la sua scolaresca e terrorizzato dai suoi creditori. Trovatosi in arretrato coi pagamenti dell'affittacamere e dei pasti, che consuma in trattoria, si trova in serie difficoltà quando l'oste rifiuta di fargli ulteriormente credito.
Disperato per la sua situazione, Renato tenta di uccidersi ma il suo goffo tentativo non riesce. Inaspettatamente interviene in suo aiuto la signorina Giovanna, figlia dell'oste Annibale, che decide di aiutarlo di nascosto. Renato è perdutamente innamorato di lei, ma è troppo timido per dichiararle i suoi sentimenti. Giovanna aspira a diventare un'attrice però, pur essendo molto carina, parla con un terribile accento dialettale che potrebbe compromettere le sue chance di ottenere una scrittura, ed in più ha l'abitudine di prendere a ceffoni i ragazzi che la importunano per strada, al punto da essere nota con il soprannome di "sgargamella". Renato trova così l'opportunità di contraccambiare la sua gentilezza dàndole lezioni di dizione per cercare di migliorare la sua pronuncia della lingua italiana.
Nel frattempo il burbero Annibale, che comincia a prendere in simpatia il timido maestro, decide di insegnargli un metodo infallibile per farsi strada nella vita, che consiste nell'imporsi agli altri con l'astuzia, trovando i loro punti deboli e sfruttandoli a proprio vantaggio. Renato imparerà così bene la lezione al punto da riuscire finalmente a imporsi alla sua indisciplinata scolaresca, e persino a sventare un complotto architettato ai suoi danni da qualcuno che intendeva ricattare un onorevole, amico di una diva del cinema, spargendo calunnie sul suo conto.
Arriva finalmente il giorno del provino di Giovanna, che grazie alle lezioni di Renato ora sa esprimersi con una pronuncia assolutamente impeccabile. Ma, purtroppo per lei, il regista ha intenzione di girare un film neorealista, e trova la dizione di Giovanna troppo perfetta per il personaggio della popolana che dovrebbe interpretare, e le preferisce un'altra attrice dilettante con un accento ancora peggiore del suo.
Renato riuscirà infine a trovare il coraggio di confessare il suo amore a Giovanna, e di chiedere al padre di lei il consenso alle nozze.